# Шудри
Шудри (санскрит: शूद्र, Śūdra) — є четвертою варною, тобто слуги, яких Брахма створив зі своїх ніг.
Роль цієї варни у постведичній Індії полягала у виконанні важких і простих робіт. Варна шудр — це найнижчий стан слуг. Так, більшість індуїстських селян є шудрами. Серед індусів на острові Балі (Індонезія) шудри становлять 97 % населення, що практикує індуїзм.
Чотирма варнами є брахмани, кшатрії, вайшії і шудри.